# In hoc signo vinces

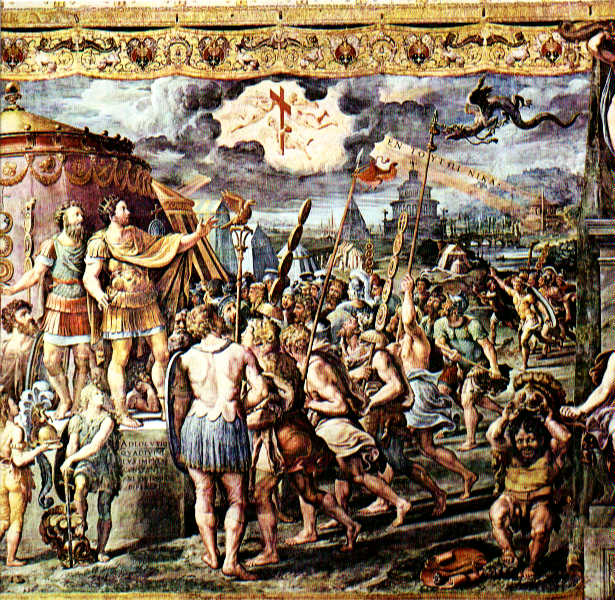
Målning.

In hoc signo vinces, svenskt uttal: [in hok síŋno vínses], är latin för I detta tecken skall du segra. Detta uttryck återger i sin tur grekiska Εν τούτῳ νίκα, En touto nika, Genom/I detta skall du segra, som var det motto som Konstantin den store skall ha gjort till sitt efter sin seger över kejsarrivalen Maxentius i slaget vid Pons Mulvius vid norra infarten till Rom den 28 oktober 312. Konstantin skall ha hört en röst uttala dessa ord samtidigt som ett kors och de grekiska bokstäverna chi och rho (De två första bokstäverna i det grekiska ordet för Kristus "Χριστός"), ΧΡ, uppenbarade sig på himlen. Till minne av segern uppfördes Konstantinbågen. 
Mottot har sedan dess använts av såväl militära förband, religiösa organisationer, skolor och sportklubbar.

## I populärkulturen
Denna latinska sentens förekommer i Jan Guillous romaner om riddaren Arn, där sentensen är inpräglad på Arns svärd.